# الهريادي
الهريادي قرية في ناحية صلنفة التابعة لمنطقة الحفّة في محافظة اللاذقية. بلغ عدد سكانها 509 نسمة حسب تعداد عام 2004.